# GM U
GM U — платформа для минивэнов и кроссоверов, выпускаемая с 1990 года американской корпорацией General Motors. До 2009 года платформа выпускалась в Северной Америке, а с 2000 года платформа выпускается в Китае. 
Поколения GM U: 
- 1990 — Первое поколение (GMT199)
- 1997 — Второе поколение (GMT200)
- 2005 — Третье поколение (GMT201)
- 2010 — Четвёртое поколение (SGM258)
- 2016 — Пятое поколение (SGM358)

## GMT199
Платформа GMT199 включала оцинкованную стальную пространственную раму под композитными пластиковыми панелями, устойчивыми к вмятинам, аналогичными тем, на которых базировались модели Saturn и Pontiac Fiero. Фургоны отличаются нетрадиционным стилем, который некоторые комментаторы сравнили с пылесосом DustBuster.
Во всех моделях применялся 3,1-литровый двигатель V6 мощностью 120 л. с. Коробка передач — трёхступенчатая автоматическая. С 1992 года автомобили оснащались двигателем 3800 Series I V6, работающим в паре с четырёхступенчатой автоматической трансмиссией, а с 1996 года автомобили оснащались двигателем LA1 3400 V6.

### Транспортные средства
- Chevrolet Lumina APV (индекс «APV» был исключён из названия модели в 1994 году)
- Oldsmobile Silhouette
- Pontiac Trans Sport

### За пределами США
Pontiac Trans Sport продавался в Европе под названием Oldsmobile Silhouette с европейскими стандартами безопасности.
Европейские клиенты привыкли к элегантным минивэнам, благодаря таким автомобилям, как Renault Espace, и не возражали против футуристического стиля Trans Sport. В 1994 году, когда Trans Sport прошёл фейслифтинг, европейская версия сохранила оригинальную форму с небольшим фейслифтингом, а Oldsmobile Silhouette продавался под названием Pontiac Trans Sport.
Pontiac Trans Sport поставлялся в Европу с четырёхцилиндровым двигателем LD2 Quad 4 и пятиступенчатой механической трансмиссией.

## GMT200
Выпуск платформы GMT200 был начат в 1996 году. Новые минивэны имели цельную стальную конструкцию, а дизайн был намеренно условным до такой степени, что современные рецензенты отмечали, что без пристального внимания к эмблеме и радиаторной решётке эти минивэны можно принять за их основных конкурентов, Dodge Caravan и Plymouth Voyager, которые в то время контролировали 50% рынка минивэнов. Производство GMT200 осуществлялось на предприятии GM в Доравилле, штат Джорджия, а также на заводе GM в Шанхае.

### Транспортные средства

#### 1996—1999 (Европа)
- Opel/Vauxhall Sintra

#### 1997—2005
- Chevrolet Venture
- Oldsmobile Silhouette
- Pontiac Trans Sport
- Pontiac Montana (до 1999 года название Montana являлось обозначением комплектации Trans Sport)

#### 2000—2005 (Китай)
- Buick GL8

### За пределами США
- Opel Sintra (в Великобритании — Vauxhall Sintra) — экспортный автомобиль, выпускавшийся в США наряду с другими фургонами для европейского рынка. Вместо двигателя LA1 применялись двигатели Opel[4].
- Buick GL8 продавался компанией Buick только в Китае. На Филиппины экспортировался под названием Chevrolet Venture.
- Pontiac Trans Sport продавался в Европе под названием Chevrolet Trans Sport.

## GMT201
Фургоны, выпускавшиеся на платформе GMT201, носили название «Crossover Sport Vans» (CSV). Для североамериканского рынка фургоны производились на заводе GM в Доравилле, штат Джорджия. Продажи минивэнов General Motors в США были прекращены в 2008 году. На момент 2009 года Pontiac Montana и Chevrolet Uplander продолжали продаваться в Канаде и Мексике. Производство Buick GL8 продолжалось в Шанхае, Китай, до 2016 года.

### Транспортные средства
- Buick GL8 (только в Китае, выпускался до 2016 года)
- Buick Terraza (2005—2007)
- Chevrolet Uplander
- Pontiac Montana SV6 (2005—2006, США)
- Saturn Relay (2005—2007)

## SGM258
В 2010 году подразделение Shanghai GM представило Buick GL8 Luxury Business Edition (SGM258). Предыдущее поколение (GMT201) продавалось под названием Business Edition до 2016 года.
Ранее в 2009 году на Шанхайском автосалоне был представлен концепт-кар Buick Business.

## SGM358
В 2016 году подразделение Shanghai GM представило Buick GL8 (SGM358) в 2 комплектациях: ES и Avenir (топовая). Предыдущее поколение (SGM258) продавалось под названием Land Business Class до 2025 года. Экстерьер был полностью переработан. Автомобиль оснащается 2,0-литровым рядным четырёхцилиндровым двигателем с турбонаддувом.

## Кроссоверы
В 2001 году корпорация General Motors решила выпустить первый кроссовер на платформе U-body.

### Транспортные средства
- 2001—2005 Pontiac Aztek (GMT250)
- 2002—2007 Buick Rendezvous (GMT257)